# Croton pycnocephalus
Croton pycnocephalus är en törelväxtart som beskrevs av Henri Ernest Baillon. Croton pycnocephalus ingår i släktet Croton och familjen törelväxter. Inga underarter finns listade i Catalogue of Life.